# Тит Квинкций Криспин Валериан
Тит Кви́нкций Криспи́н Валериа́н (лат. Titus Quinctius Crispinus Valerianus; родился, по одной из версий, в 30-е годы до н. э. — умер после 27 года) — политический деятель эпохи ранней Римской империи, консул-суффект 2 года.

## Биография
Возможно, отцом или братом Тита Квинкция являлся ординарный консул 9 года до н. э. Тит Квинкций Криспин Сульпициан. Рождение Валериана немецкий учёный-антиковед Й. Рюпке относит к 30-м годам до н. э.
Во 2 до н. э. Тит Квинкций занимал должность претора, а спустя три года — консула-суффекта вместе с Публием Корнелием Лентулом Сципионом. Совместно с коллегой по консулату он построил водопровод. Затем Валериан находился на посту куратора общественных зданий Рима. С 14 по 27 год он входил в состав жреческой коллегии арвальских братьев.